# Jackie Cruz
Jackie Cruz (n. 8 d'agost de 1986 a Queens, New York) és una actriu, cantant i exmodel dominicana-americana, coneguda pel seu paper de Marisol "Flaca" Gonzalez en la sèrie de televisió de Netflix Orange is the New Black.

## Primers anys
Va néixer al barri de Queens, New York i va créixer alternadament a Los Angeles i República Dominicana. Va ser criada per la seva mare soltera i parla amb fluïdesa anglès i espanyol. Ella es va inspirar, per convertir-se en un artista, després de veure a Whitney Houston en El guardaespatlles, a l'edat de set anys.
A l'edat de 16, es va mudar de l'apartament de la seva mare i va quedar sense llar. Quan tenia 17 anys, va ser víctima d'un accident de cotxe que li provocà un pneumotòrax, entrant en estat de coma. A causa d'això va haver de sotmetre's a una cirurgia cerebral. La seva cançó "Sweet Sixteen" es basa en aquest incident.

## Carrera musical
Quan estava cursant secundària, va treballar amb will.i.am en un grup de noies anomenat Krush Velvet, tot i que el grup mai va arribar a signar per a una discogràfica. El seu debut a Hollywood Gypsy, fou tret de forma independent en 2010.

## Actuació
En 2009, començà a aperèixer al canal televisiu E! en la sèrie Kourtney and Kim Take Miami. Ella i Kourtney Kardashian es van fer amigues després de reunir-se en una classe d'art, la qual cosa li va permetre fer noves aparicions en la sèrie.

### Orange is the New Black
Jackie treballava de model i de cambrera en el restaurant Rento a Nova York, abans de rebre el paper de Marisol "Flaca" González en la sèrie Orange is the New Black. Va continuar treballant, breument, en el restaurant durant la filmació. Finalment va renunciar al restaurant a causa del temps que li exigia l'actuació. Inicialment representava un personatge recurrent durant les tres primeres temporades de la sèrie, i a l'abril del 2015 van anunciar que tindria un paper més important.
Marisol "La Flaca" Gonzales, és una mexicana filla de mare soltera que és arrestada per frau per vendre imatges impreses fent-les passar per droga, a conseqüència d'això, un noi que va creure que estava drogat, es llançà des del terrat de l'escola de secundària.

## Discografia
- Hollywood Gypsy (2010)

## Filmografia
| Any          | Títol                       | Rol                      | Episodi                                     |
| ------------ | --------------------------- | ------------------------ | ------------------------------------------- |
| 2007         | The Shield                  | Graciela                 | "The New Guy"                               |
| 2008         | My Own Worst Enemy          | Núvia de Mendez          | "Down Rio Way"                              |
| 2009–2010    | Kourtney and Kim Take Miami | Ella mateixa             | 2 Episodis                                  |
| 2013–present | Orange Is the New Black     | Marisol "Flaca" González | - Recurrent (2013–2015) - Principal (2016–) |